# Digitalni displej
Digitalni displej je izlazni elektronički uređaj za prikaz ili približnu prezentaciju informacije. Mogu biti segmentni, ili točka-matrični (en. dot-matrix). Displeji su dostupni u dva glavna tipa: za numerički prikaz i prikaz slova.

## Sedam-segmentni displej
Sadrži sedam osnovnih elemenata i decimalnu točku. Konstruiran je za prikaz decimalnih znamenki. Mogu se prikazati i hexadecimalne znamenke. Pogonski chip 7447 preslikava BCD znamenku u kombinaciju segmenata. Mogu biti sa zajedničkom anodom ili zajedničkom katodom.

## Višesegmentni displeji
Višesegmentni displeji koriste manje elemenata od punog matričnog zaslona i mogu bolje prikazati izgled znakova ako su oblikovani na odgovarajući način. To smanjuje broj upravljačkih komponenti i potrošnju. Četrnaest-segmentni displeji su korišteni u fliper aparatima od 1986. do 1991., a dodatni zarez im je davalo ukupno 16 segmenata. Decimalni zarez može biti prikazan kao dodatni segment, ili par segmenata. Zarez (koristi se za troznamenkaste grupacije brojeva ili kao decimalni separator) je obično formiran kombiniranjem decimalne točke s uskim silaznim segmentom. Segmenti displaya dostupni su u uspravnoj i 20 ° na desno ukošenoj verziji.

### Četrnaest-segmentni displej
Četrnaest-segmentni displej (ponekad se naziva starburst prikaz) je vrsta displeja koja se temelji na 14 segmenata koje se mogu uključiti ili isključiti da bi prikazali slova i brojeve. Sedam-segmentni displej bio je nedovoljan za određene brojeve i slova pa je zbog zahtjevnijih potreba nastao 14-segmentni displej. Ima dodatna četiri dijagonalna i dva okomita segmenta, s tim da je srednji vodoravni segment razdvojen na pola. 

### Šesnaest-segmentni displej
Šesnaest-segmentni displej ima sva tri vodoravna segmenta prepolovljena. Šesnaest-segmentni prikazi izvorno su dizajnirani za prikaz alfanumeričkih znakova (latinskih slova i znamenke). Kasnije su se počeli koristiti i za prikaz tajlandskih brojeva i perzijskih znakova, što dosta govori o njihovoj univerzalnosti.

## Primjena
Sedam-segmentni displeji koriste se kod digitalnih satova i elektroničkih uređaja koji daju numeričke informacije. Četrnaest- i šesnaest-segmentni displeji su se prvo počeli koristiti za prikaz alfanumeričkih znakova na kalkulatorima i drugim ugradbenim sustavima. Danas se također ugrađuju na telefone sa zaslonom, školsku opremu, videorekordere, auto-ozvučenje, mikrovalne pećnice, automate i DVD playere.

## Ostalo
Za elektronski alfanumerički prikaz mogu se koristiti LED, LCD ili vakuumski fluorescentni uređaji za prikaz. LED varijanta se obično proizvodi u pojedinačnom ili duplom paketu, omogućavajući dizajneru sustava da sam odabere broj znakova.

## Vanjske poveznice
- 7447 preslikač BCD znamenke za 7-segmentni indikator
- tehnički list (en. datasheet) za 7-segmentni indikator